# Jeong Dong-ho
Jeong Dong-ho (kor. 정동호; ur. 7 marca 1990 w Pusan) – południowokoreański piłkarz grający na pozycji obrońcy w Ulsan Hyundai FC.

## Kariera klubowa
Dong-ho rozpoczął karierę w 2006 w Bookyung High School. Zawodowcem został w 2009, kiedy trafił do Yokohama F. Marinos. W styczniu 2011 został wypożyczony do Gainare Tottori. W lutym 2012 został wypożyczony do Hangzhou Greentown. W styczniu 2013 wrócił do Marinos, a w grudniu 2013 przeszedł do Ulsan Hyundai FC.